# スポラバ
「スポラバ」は、テレビ東京系列局で1996年7月7日から1997年3月30日まで放送されていたテレビ大阪制作のスポーツ番組。放送時間は毎週日曜9:30 ‐ 10:00（日本標準時）。

## 概要
日曜9時30分から10時に放送されていた「町おこし村おこし」の後番組として始まったスポーツ番組。視聴者の中から選ばれた「スポーツ大好き！ボーイズ＆ガールズ」のメンバーが、毎回番組が選んだスポーツ種目に海外、養成所、学校の運動部などでチャレンジするという番組であった。第1回は3人のメンバーがグアム島でボディボードに挑戦、これをマスターしていく模様を追った。海外ロケの時は観光、グルメ関係などの紹介も番組中に盛り込んでいた。番組は9か月で終了した。